# Заплаг
Запла́г (За́падный исправи́́тельно-трудовой ла́герь) — лагерное подразделение, действовавшее в структуре Дальстрой.

## История
Заплаг был организован в 1949 году. Управление ИТЛ размещалось в посёлке Сусуман, Магаданская область (ныне город с таким же названием). В оперативном командовании оно подчинялось первоначально Главному управлению исправительно-трудовых лагерей Дальстрой, а позднее Управлению северо-восточных исправительно-трудовых лагерей Министерства Юстиции СССР (УСВИТЛ МЮ) (позднее УСВИТЛ передан в систему Министерства Внутренних Дел).
Максимальное единовременное количество заключенных могло достигать более 16 500 человек.
Заплаг прекратил своё существование в 1956 году.

## Производство
Основным видом производственной деятельности заключенных была добыча и переработка золотой и оловянной руды.

## Начальники
- г/м Шемена С.И., (не позднее 22.12.1949 — не ранее 25.09.1951)
- Алискеров (упом. 28.11.1951 и 24.11.1952)
- п/п Епифанов (упом. 01.08.1953)